# Look Sharp! (Roxette)
Look Sharp! è il secondo album in studio del duo pop svedese Roxette, pubblicato nel 1988.

## Descrizione

### Produzione
Registrato in parte al Trident II Studios di Londra, insieme ad Adam Moseley, Look Sharp! rappresenta per i Roxette la svolta per il successo a livello internazionale.

### Successo Commerciale
L'album Look Sharp! ha venduto complessivamente 8 milioni di copie ed è stato premiato come "Miglior album svedese" con il premio Rockbjornen. I Roxette sono stati premiati invece come "Miglior gruppo svedese". Per Gessle ha ricevuto il suo primo riconoscimento agli Swedish Grammys Awards nella categoria "Best Composer".
Il successo dell'album è avvenuto in parte grazie ad uno studente americano di Minneapolis, Dean Cushman, che, ritornato dalla Svezia con la musicassetta di Look Sharp!, è riuscito a convincere la stazione radiofonica KDWB 101.3 FM a far entrare in rotazione il pezzo. 

### Edizioni
Pubblicato in Germania anche in picture disc CD e LP, nel 2009 Look Sharp! è stato rimasterizzato e pubblicato dalla Capitol ed esteso, nella versione eco-pack con altre 3 canzoni, mentre la versione digitale, reperibile tramite ITunes, ha 5 ulteriori bonus tracks.
Il 5 ottobre 2018 Look Sharp! è stato pubblicato in una nuova edizione celebrativa.

### Singoli
Nel 1988 i Roxette pubblicano in Svezia il singolo Dressed For Success e promuovono subito l'album uscente Look Sharp! con un tour in Scandinavia. In alcuni paesi europei, Italia compresa, viene pubblicato anche il singolo Chances, come secondo estratto.
La EMI, in trattativa con il mercato americano, pubblica negli Stati Uniti i singoli The Look e Dressed For Success.
Oltre a rimanere alla n. 1 della classifica Hot 100 di Billboard per un'intera settimana, verso la fine del 1989, secondo Billboard, The Look è tra i primi venti singoli de "I cento più caldi dell'anno", mentre Dressed For Success si ferma invece al n. 14.
Listen To Your Heart, terzo singolo estratto dall'album Look Sharp!, sia per il mercato americano che quello europeo, è il secondo singolo dei Roxette che nel 1989 si ferma alla n. 1 nella classifica di Billboard per un'intera settimana.
Negli Stati Uniti il quarto singolo Dangerous nel 1989, verso la fine di dicembre entra nella Hot 100 di Billboard. Nel 1990 staziona per ben due settimane alla posizione n. 2.

## Tracce
LP e MC
- Lato A:

1. The Look – 3:57
2. Dressed for Success – 4:09
3. Sleeping Single – 4:37
4. Paint – 3:30
5. Dance Away – 3:24
6. Cry – 5:19

Durata totale: 24:56
- Lato B:

1. Chances (7" Version) – 4:07
2. Dangerous – 3:48
3. Half a Woman, Half a Shadow – 3:35
4. View From a Hill – 3:40
5. Shadow of a Doubt – 4:14
6. Listen to Your Heart – 5:28

Durata totale: 24:52
CD
1. The Look – 3:57
2. Dressed for Success – 4:09
3. Sleeping Single – 4:37
4. Paint – 3:30
5. Dance Away – 3:24
6. Cry – 5:19
7. Chances – 4:57
8. Dangerous – 3:48
9. Half a Woman, Half a Shadow – 3:35
10. View From a Hill – 3:40
11. (I Could Never) Give You Up – 3:57
12. Shadow of a Doubt – 4:14
13. Listen to Your Heart – 5:28

Durata totale: 54:35

## Versione 2009 "Rox Archives vol. 2 / File Under Pop"
Nel 2009 Look Sharp! è stato rimasterizzato e pubblicato dalla Capitol, ed esteso, in una versione CD, pubblicata in una confezione eco-pack, con altre 3 canzoni, e in una versione digitale, reperibile tramite ITunes, con 5 ulteriori bonus tracks.

## Tracce
1. The Look – 3:57
2. Dressed for Success – 4:09
3. Sleeping Single – 4:37
4. Paint – 3:30
5. Dance Away – 3:24
6. Cry – 5:19
7. Chances – 4:57
8. Dangerous – 3:48
9. Half a Woman, Half a Shadow – 3:35
10. View From a Hill – 3:40
11. (I Could Never) Give You Up – 3:57
12. Shadow of a Doubt – 4:14
13. Listen to Your Heart – 5:28
14. The Voice – B-Side di "Dressed for Success"
15. One is Such a Lonely Number (Demo September 1987) – B-Side di "The Big L."
16. Don't Believe in Accidents (Demo Spring 1988) – B-Side di "Run to You"
17. Cry (Demo Version) – da "The RoxBox"
18. Dressed for Success (US single version, mix by Chris Lord-Alge) – A-Side USA di "Dressed for Success"
19. Listen to Your Heart (US single version, mix by John Luongo) – A-Side USA di "Listen to Your Heart"
20. Surrender (Live) – B-Side di "Dangerous"
21. Neverending Love (Live) – B-Side di "Dangerous"

- Le canzoni dalla 17 alla 21 sono reperibili con la versione digitale dell'album.

## Formazione

### Gruppo
- Marie Fredriksson - voce
- Per Gessle - voce, chitarra solista

### Altri musicisti
- Jonas Isacsson - chitarra ritmica
- Erik Borelius - chitarra ritmica
- Janne Oldaeus - chitarra ritmica
- Jalle Lorensson - armonica a bocca
- Erik Häusler - sassofono
- Clarence Öfwerman - tastiere, programmazione
- Anders Herrlin - basso, programmazione
- Pelle Alsing - batteria

## Crediti
Prodotto e arrangiato da Clarence Öfwerman e Adam Moseley.